# قائمة بلديات ولاية خنشلة
للبلديات الأخرى، انظر قائمة بلديات الجزائر.

خريطة ولاية خنشلة

تبلغ مساحة ولاية خنشلة 9811 كم مربع، وتضم 21 بلدية، وهي كالتالي:
1. عين الطويلة
2. بابار
3. بغاي
4. بوحمامة
5. ششار
6. شلية
7. جلال
8. الحامة
9. المحمل
10. الولجة
11. انسيغة
12. قايس
13. خنشلة
14. خيران
15. لمصارة
16. متوسة
17. أولاد رشاش
18. الرميلة
19. طامزة
20. تاوزيانت
21. يابوس